# Jay Rifkin
Jay Rifkin je hudební producent a vítěz cen Grammy a Tony.
Rifkin založil spolu se svým přítelem z dětství Hansem Zimmerem společnost Media Ventures. S Zimmerem byli partneři jak v produkci, tak ve skládání hudby. Media Ventures je různorodá zábavní skupina, která zahrnuje hudbu, zpravodajská média, film a televizi. Jejich partnerství jim přineslo mnoho cen a nominací, včetně Oscarů za filmy Řidič slečny Daisy, Rain Man a Lví král. Po úspěchu Lvího krále Rifkin vytvořil a produkoval zlaté album Rhythm of the Pride Lands.
Rifkin je také předsedou Media Revolution, mediální společnosti, kterou založil v roce 1977. Tato společnost rovněž vyhrála množství cen. Media Revolution je součástí Cyberia Holdings, ve které je Rifkin rovněž výkonným ředitelem a Hans Zimmer viceprezidentem. Je také zakladatelem produkční společnosti Media Ventures Pictures, která produkovala komedii Waiting...
Rifkin spravoval Media Ventures skrz svoji společnost Mojo Music. V roce 1995 založil Mojo Records, která se v roce 1996 stala joint venture s Universal Records a následně byla prodána v roce 2001 společnosti Zomba/BMG.
Rifkin je v současné době předsedou a výkonným ředitelem Digicorp Inc., nové marketingové a mediální společnosti zaměřující se na Čínu.